# St. Judes
St. Judes is een plaats en local service district in de Canadese provincie Newfoundland en Labrador. Het dorp ligt aan de oevers van het Deer Lake, in het westen van het eiland Newfoundland, en telt 185 inwoners (2021). Het is een ruim 3 km lang lintdorp net buiten het grondgebied van de gemeente Deer Lake.

## Toponymie
De plaats ontstond in de jaren 1920 en stond oorspronkelijk bekend als Waterchute of Water Chute. Dit aangezien er zich een goot (chute) bevond die water van een afgedamd beekje tot aan de toenmalige spoorweg bracht, zodat stoomlocomotieven er konden stoppen om water bij te tanken.
Tegen 1960 hadden alle stoomtreinen in Newfoundland plaatsgemaakt voor dieseltreinen, waardoor er ook een einde kwam aan de functie van de chute, die uiteindelijk werd verwijderd. In die periode kreeg de plaats, op aanraden van een priester uit de omgeving, een nieuwe naam: St. Judes, naar de apostel Judas Taddeüs.
Hoewel St. Judes de officiële schrijfwijze is, wordt de naam soms ook geschreven als St. Jude's, met een apostrof.

## Geschiedenis

### Ontstaansgeschiedenis
Newfoundland was een van de eerste gebieden in Noord-Amerika die door Europeanen werden gekoloniseerd. Toch bleef het binnenland eeuwenlang vrijwel onaangeroerd, omdat de economische rijkdom vooral uit de zeevisserij kwam. Tot in de 19e eeuw bestond de omgeving rond het Deer Lake dan ook uit ongerepte wildernis, slechts sporadisch bezocht door onder meer jagers van het inheemse Beothuk- en Mi'kmaqvolk.
De aanleg van de Newfoundland Railway bracht hierin verandering. Deze spoorlijn, die het eiland over bijna 900 km van oost naar west doorkruiste, was cruciaal voor de economische ontsluiting van grote delen van het Newfoundlandse binnenland. Hoewel de volledige lijn pas in 1898 voltooid werd, was het traject langs de oevers van het Deer Lake al in 1895 afgewerkt. De spoorlijn volgde de zuidelijke oever van het meer, op de meeste plaatsen op slechts enkele tientallen meters van het water.
De aanleg van de spoorlijn vormde de aanleiding voor het ontstaan van de huidige nederzettingen in de regio. Net ten noorden van het huidige St. Judes werd een nevenspoor met bijhorend station gebouwd, wat leidde tot de ontwikkeling van het gehucht Lake Siding. Omdat dit al in de jaren 1890 gebeurde, was Lake Siding een van de oudste nederzettingen in de omgeving. Het gehucht kende een snelle groei en strekte zich begin 20e eeuw gedeeltelijk uit tot in het noordelijkste deel van het huidige St. Judes – een herinnering daaraan is vandaag nog de Lake Siding Road.

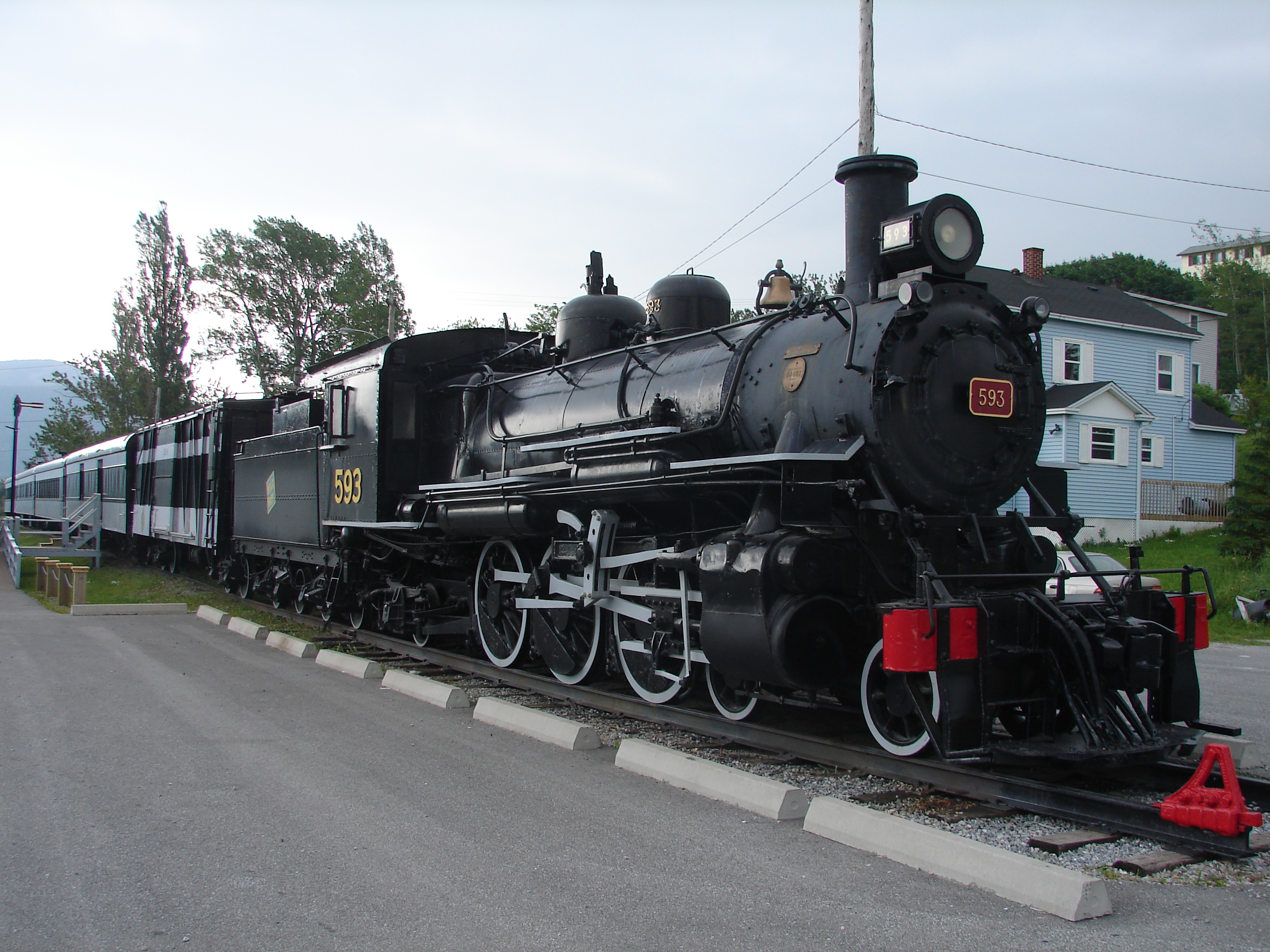
Deze te Corner Brook tentoongestelde stoomlocomotief was vanaf de jaren twintig actief op de Newfoundland Railway en was dus een van de locomotieven die gebruik kon maken van de chute te St. Judes

Toch wordt het eigenlijke ontstaan van St. Judes meestal gelinkt aan het voor de regio belangrijke jaar 1923. In dat jaar begon de bouw van de Waterkrachtcentrale Deer Lake, wat ook de snelle opkomst van het gelijknamige dorp in gang zette, evenals de voorbereidingen aan de bouw van de houtpulp- en papierfabriek van Corner Brook. Nog in 1923 werden alle faciliteiten van Lake Siding, waaronder het station en postkantoor, gesloten ten voordele van het 7 km zuidwestelijker gelegen Little Harbour. Tussen Little Harbour en Deer Lake werd halverwege een beek afgedamd en een goot (chute) aangelegd tot aan de spoorlijn, bedoeld om stoomlocomotieven van water te voorzien.
De bouw van de waterkrachtcentrale en de snelle expansie van Deer Lake zorgden voor een grote vraag naar arbeiders, met name bouwvakkers en houthakkers. In de jaren 1920 vestigden zich daarom meerdere families in de buurt van de genoemde "chute", wat al gauw leidde tot het ontstaan van een nieuwe nederzetting: Waterchute.

### Stichting en groei van het dorp
De families die in de jaren twintig en dertig van de twintigste eeuw aan de wieg stonden van het huidige St. Judes, waren vrijwel allemaal afkomstig uit de regio rond de St. George's Bay. Onder hen bevonden zich onder andere de families Alexander, Barker, Bennett, Hynes, Leroux, Rubia en Young. De meeste van deze pioniers hadden een Franco-Newfoundlandse achtergrond – al dan niet met een verengelste familienaam – en hun namen behoorden in de jaren 90 nog steeds tot de meest voorkomende in het dorp.
In de beginperiode werd de plaats nog niet als een zelfstandig dorp beschouwd, maar eerder als een gehucht van Little Harbour. Bij de volkstelling van de Kolonie Newfoundland in 1935 werden de inwoners dan ook onder die plaats geregistreerd.
Eind jaren dertig werd een verbindingsweg aangelegd tussen Deer Lake en Corner Brook, parallel aan de spoorlijn. Deze weg liep door het dorp, wat de groei ervan sterk bevorderde. De meeste nieuwkomers kozen er sindsdien dan ook voor hun huis langs deze weg te bouwen, in plaats van aan de spoorlijn.
In de Newfoundlandse volkstelling van 1945 werd Water Chute voor het eerst als aparte plaats geregistreerd. Het dorp telde toen 25 huishoudens met in totaal 160 inwoners: 88 mannen en 72 vrouwen. Het was een jonge gemeenschap waar twee derde van de bevolking jonger dan 20 was. Maar liefst 151 inwoners (94%) waren rooms-katholiek.
Landbouw speelde in 1945 slechts een bescheiden rol. Er was zo'n 11 hectare aan landbouwgrond, grotendeels in gebruik als hooiland. De meeste mannen in het dorp werkten destijds als houthakker. Daar kwam in de jaren zestig verandering in, omdat er door de toenemende mechanisatie veel minder houthakkers nodig waren om de papierfabriek in Corner Brook te bevoorraden. Sindsdien pendelen de meeste inwoners van St. Judes naar elders voor werkgelegenheid, al bleef de houtkapsector nog decennialang van secundair belang.
Nog in de jaren zestig werd de weg tussen Deer Lake en Corner Brook opgenomen in de toen voltooide Route 1, het Newfoundlandse deel van de Trans-Canada Highway. De ligging aan deze hoofdverkeersader, gecombineerd met het toenemende belang van wegverkeer, stimuleerde de verdere groei van het dorp en leidde tot de ontwikkeling ervan tot het uitgesproken lintdorp dat het vandaag is. Het dorp had in die periode ook een kleine rooms-katholieke lagere school, al gingen de meeste kinderen naar scholen in Deer Lake. In 1966 telde de plaats reeds 309 inwoners verspreid over 50 huishoudens. In 1971 bereikte St. Judes zijn demografisch hoogtepunt met 324 inwoners.
Datzelfde jaar publiceerde de overheid een sociaaleconomische studie waarin gemeentevrije dorpen een score kregen op basis van hun mate van isolement, met het oog op mogelijke opname in het federaal-provinciale hervestigingsprogramma. St. Judes behaalde daarin 5 op 10, een relatief goede score binnen censusdivisie nr. 5. Pluspunten waren de ligging aan een hoofdweg, een lagere school in het dorp en de nabijheid van een middelbare school, huisarts en verpleegpost in Deer Lake. Minpunten waren de grote afstand tot het dichtstbijzijnde ziekenhuis (55 km) en het toenmalige ontbreken van vaste telefonie.

### St. Judes als local service district
Tot midden jaren tachtig kende het dorp geen enkel lokaal bestuur. Dat veranderde in 1985 met de oprichting van het Local Service District of St. Judes. De plaats bleef dus gemeentevrij, maar kreeg wel beperkt zelfbestuur, gefinancierd via het doorrekenen van kosten voor specifieke diensten in plaats van via belastingen. In 1990 was de enige financiële bijdrage die aan huishoudens gevraagd werd een jaarlijks bedrag van 60 Canadese dollar voor de vuilnisophaling. De inwoners voorzagen in hun eigen water via persoonlijke waterputten of uit beken.
In de jaren na de oprichting van het local service district liet de provincie een haalbaarheidsstudie uitvoeren naar een mogelijke fusie van de gemeente Deer Lake met de omliggende dorpen Nicholsville, Reidville, Spillway en St. Judes. Tijdens hoorzittingen spraken de vertegenwoordigers van St. Judes zich fel uit tegen annexatie. Er was tegenkanting tegen het invoeren van belastingen, er werd gevraagd of de fusiegemeente waterleidingen en riolering zou aanleggen, evenals of St. Judes een gegarandeerde vertegenwoordiging in de gemeenteraad zou krijgen. Vanwege de sterke eigen identiteit, geografische ligging en hoge kosten voor infrastructuurverbetering werd St. Judes uit het traject gehaald. Uiteindelijk traden in 1994 alleen Nicholsville en Spillway toe tot de nieuwe fusiegemeente.
In 1988 kwam er een einde aan het treinverkeer op Newfoundland, dat sinds de jaren zestig uitsluitend nog uit goederentreinen bestond. De spoorlijn werd volledig ontmanteld en heraangelegd als een recreatief langeafstandspad dat openstaat voor wandelaars, mountainbikers, ruiters, quads, langlaufers en sneeuwscooters. In 1997 kreeg dit honderden kilometers lang traject onder de naam Newfoundland T'Railway de officiële status van provinciaal park.
St. Judes had in de jaren tachtig en negentig in de streek voornamelijk bekendheid vanwege het groot aantal inwoners dat langs de kant van de weg allerhande lokaal verkregen artikelen aanbood, zoals levend aas in de zomer, bosbessen in de herfst en geschoten hazen in de winter. Het was hier als lint langs de Trans-Canada Highway (TCH) dan ook een ideale locatie voor.
De erg drukke weg die dwars door St. Judes liep was echter nadelig voor zowel de leefbaarheid als verkeersveiligheid. Al in 1990 bestonden er plannen voor een omleidingsroute, zodat de TCH het dorp volledig zou vermijden. In 2000 werd de 4 km lange bypass uiteindelijk aangelegd, een project van 2,5 miljoen dollar. Sindsdien dient de kaarsrechte hoofdweg van St. Judes enkel voor lokaal verkeer, met aansluitingen op de TCH via een op- en afrittencomplex in het noordoosten en een gelijkvloerse T-splitsing in het zuidwesten.

## Geografie

### Situering en omschrijving
St. Judes ligt aan de oevers van het Deer Lake, een groot meer in de Humbervallei in het westen van Newfoundland. Het dorp bevindt nabij het noordoostelijke uiteinde van het meer, op slechts twee kilometer ten zuidwesten van het dorp Deer Lake, dat geldt als een belangrijk dienstencentrum en transportknooppunt voor de regio. Tussen beide plaatsen ligt Spillway, een buurt die tot de gemeente Deer Lake behoort. St. Judes zelf ligt echter in gemeentevrij gebied.
In zuidwestelijke richting is het dichtstbijzijnde gehucht Little Harbour (5 km), terwijl Pasadena (19 km) de eerste grotere nederzetting is. De dichtstbijzijnde stad is Corner Brook, gelegen voorbij Pasadena op 47 km van St. Judes.
Het dorp is in feite een lintnederzetting van zo'n 3,5 km lang langs een kaarsrecht stuk van het voormalige tracé van de Trans-Canada Highway (TCH). Sinds 2000 loopt die autoweg via een bypass om de plaats heen. De hoofdweg van St. Judes is tevens de enige toegangsweg voor autoverkeer, bereikbaar via het op- en afrittencomplex van de TCH in het noordoosten of via de gelijkvloerse T-splitsing in het zuidwesten. Daarnaast telt het dorp slechts vier korte zijstraten: Lake Siding Road, Youngs Hill Road, Mountainview Drive en Bennett's Drive. Deze doodlopende grindwegen dienen uitsluitend om enkele huizen met de hoofdweg te verbinden.
Parallel aan de hoofdweg loopt, dichter bij de oever van het meer, de Newfoundland T'Railway, een recreatief langeafstandspad. Aan de andere zijde van de weg bevinden zich twee hoogspanningslijnen.